# كريستينا هيدالغو
كريستينا ماريا هيدالغو بيري (من مواليد 11 يناير 1997) عارضة أزياء وحاملة لقب ملكة جمال إكوادورية والتي توجت بمسابقة ملكة جمال الإكوادور 2019 في 19 يوليو 2019 في غواياكيل. سوف تعيد تمثيل الإكوادور في ملكة جمال الكون 2019.

## نشأتها واهتمامتها
ولدت كريستينا ماريا هيدالغو بيري في 11 يناير 1997 في غواياكيل، مقاطعة غواياس. وهي حاليًا عارضة أزياء، كما تدرس العلاقات العامة في جامعة كاسا غراندي. ينبع انضباطها في الحياة من تاريخها الهائل في لعب التنس منذ ما يقرب من عقد من الزمان وكونها واحدة من الأفضل في عملها. يحب هيدالجو، وهي محبي للكلاب، التطوع للعمل الاجتماعي في المستشفيات ومساعدة المحتاجين.

## الروابط الخارجية
- Official Miss World Ecuador website

| الجوائز و الإنجازات  | الجوائز و الإنجازات      | الجوائز و الإنجازات |
| -------------------- | ------------------------ | ------------------- |
| سبقه فيرخينيا ليموني | ملكة جمال الإكوادور 2019 | الحالي              |